# Lacombe (Alberta)

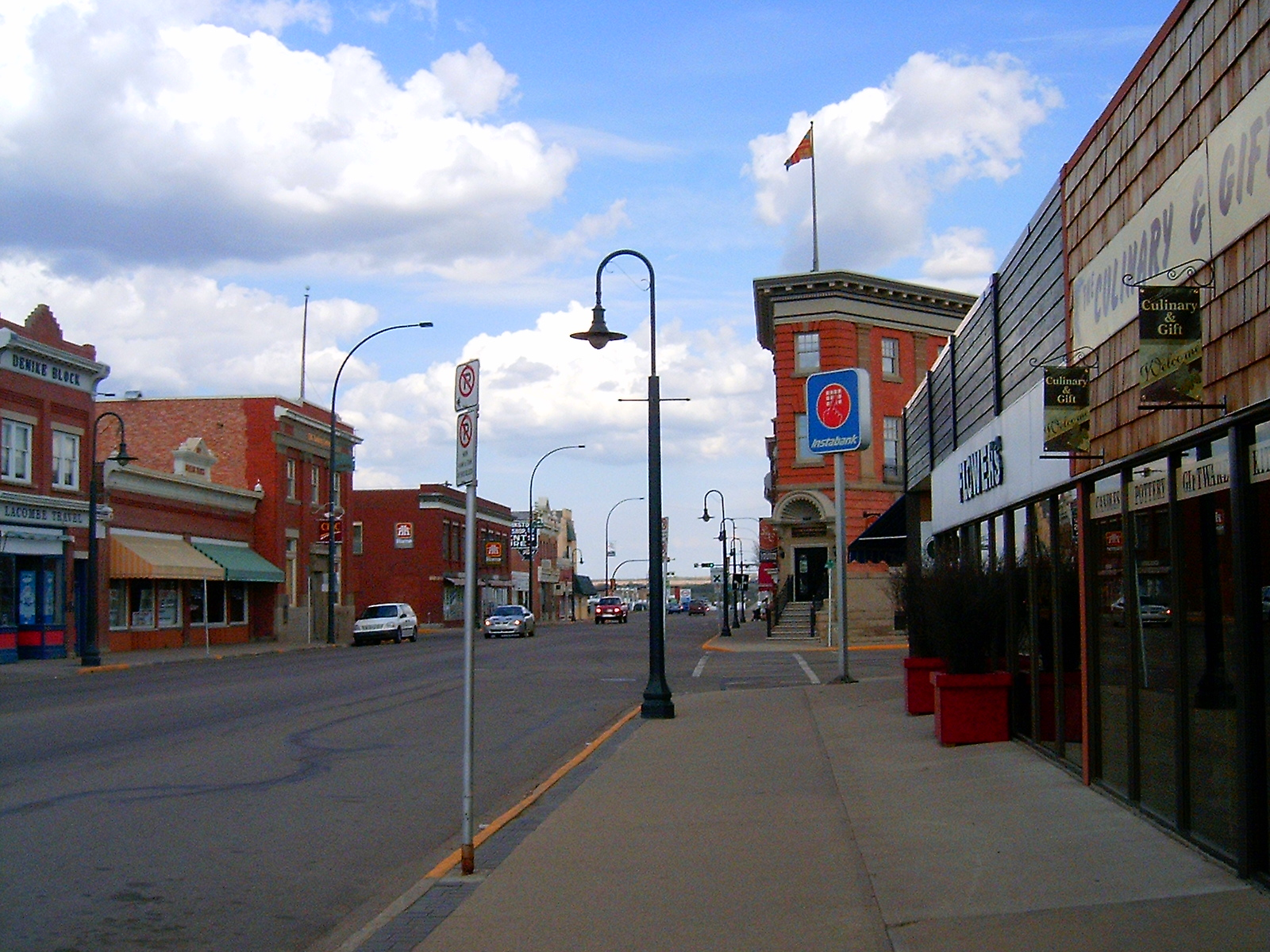
Rua principal de Lacombe.

Lacombe é um município do Canadá, província de Alberta. Situa-se ao sul de Edmonton e ao norte de Calgary, e também entre as Montanhas Rochosas ao Oeste, e as pradarias canadenses ao leste. Sua população é de 10 850 habitantes (2005).